# 조반니 스감바티
조반니 스감바티(이탈리아어: Giovanni Sgambati, 1841년 5월 28일 ~ 1914년 12월 14일)는 이탈리아의 피아니스트이자 작곡가이다.
일찍 아버지를 잃은 이탈리아인 아버지와 영국인 어머니 사이에서 로마에서 태어난 스감바티는 움브리아의 트레비에서 조기 교육을 받았으며 그곳에서 교회 음악을 작곡하고 가수와 지휘자로서의 경험을 쌓았다. 1860년에 그는 로마에 정착하여 당시 이탈리아에서는 거의 알려지지 않았던 최고의 독일 음악으로 인정받는 일에 착수했다. 1861년부터 로마에 있었던 프란츠 리스트의 영향과 지원은 그에게 자연히 가장 큰 장점이 되었고, 스감바티가 피아노를 연주하는 것만큼 지휘하는 콘서트도 열렸다.

이 시기(1864-1865)에 그의 작곡에는 4중주, 2개의 피아노 5중주, 8중주 및 서곡이 포함되었다. 그는 1866년 2월 26일 Palazzo Poli의 Sala di Dante 개막식에서 리스트의 단테 교향곡을 지휘했으며 Filippo Bigioli 의 그림 27점이 근처에 전시되었다. 그는 리스트와 함께 여행했던 뮌헨에서 처음으로 리하르트 바그너의 음악을 알게 되었다. 그의 첫 번째 노래 앨범은 1870년( Schott Music )에 나왔고 그의 첫 번째 교향곡은 1881년 Palazzo del Quirinale에서 연주되었다. 이 곡과 피아노 협주곡은 1882년 영국을 처음 방문했을 때 연주되었다. 그리고 1891년 두 번째 방문에서는 필하모닉에서 신포니아 에피탈라미오( Sinfonia epitalamio )를 받았다.
그의 가장 광범위한 작품인 레퀴엠 미사는 1901년 로마에서 공연되었다. 그의 많은 피아노 작품은 영구적인 성공을 거두었다. 또한 다른 사람들의 음악의 발기인으로서 현대 음악계에서 활발히 활동했으며, 그는 베토벤의 교향곡 3 번과 7 번(각각 1867년과 1870년)의 이탈리아 초연을 지휘했다. 그는 또한 리스트의 단테 교향곡 과 크리스투스 오라토리오와 같은 최근 작품의 이탈리아 초연을 지휘했다.

## 주요 작품

### 교향곡
- 1번 라장조(1880~81)
- 2번 내림 마장조(1883~85)

### 관현악곡과 협주곡
- 콜라 디 리엔조 서곡(1866)
- 축전 서곡(1878)
- 피아노 협주곡 사단조(1878~80)

### 실내악
- 현악 사중주 올림 다단조(1882)
- 피아노 오중주 1번 바단조(1866)
- 피아노 오중주 2번 내림 나장조(1877년 초판)

### 피아노곡
- 2개의 연주회용 연습곡(1880)
- 전주곡과 푸가 내림 마단조(1876)
- 4개의 소품(1872~82)
- 모음곡 나단조(1888)

### 가곡
- 나직이(Tout bas, 1905)
- 시계초(Passiflora, 1891년 초판)

### 합창
- 진혼곡(1895~96)
- 테 데움(1894)